# Kościół Zmartwychwstania Pańskiego w Krakowie (ul. Łobzowska)
Kościół Zmartwychwstania Pańskiego – zabytkowy kościół rzymskokatolicki znajdujący się w Krakowie, w dzielnicy I Stare Miasto przy ulicy Łobzowskiej 10, na Piasku, w pobliżu miejsca, w którym istniał zburzony wcześniej kościół św. Piotra Małego.
Zbudowany został w latach 1885–1891 na miejscu garbarni Ludwika Lipińskiego według projektu Wandalina Beringera. Neoromański, salowy, z prostą, wąską fasadą główną z neoromańskim fryzem arkadowym i portalem. W 1910 zainstalowano 6 witraży zamówionych w Krakowskim Zakładzie Witrażów S.G. Żeleńskiego. 
W kościele jest pochowany Czcigodny Sługa Boży o. Paweł Smolikowski, generał zgromadzenia w latach 1895–1905.

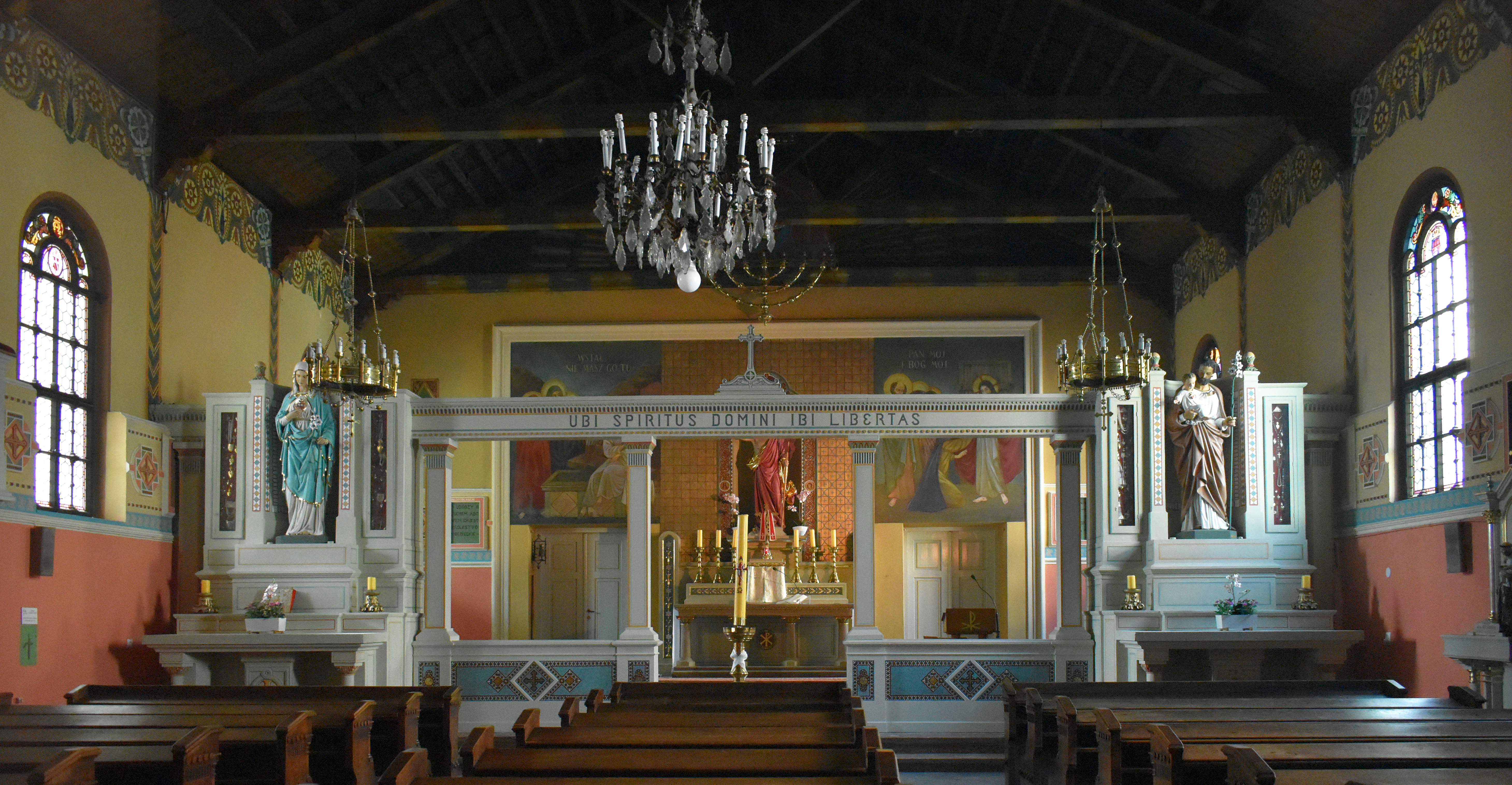
Wnętrze kościoła